# Pritania
La Pritanìa era sia il periodo di tempo durante il quale i cinquanta pritani di ogni tribù ateniese esercitavano il potere, sia l'organo collegiale preposto al vertice dello Stato come organizzatore delle sedute della Boulè e dell'Ecclesia.

## Storia
Nell'antica Grecia durante l'arcontato di Clistene venne istituito il consiglio dei 500 (boulé). I pritani erano a turno i 50 cittadini, di ognuna delle 10 tribù con le quali Clistene aveva suddiviso l'Attica, che facevano parte della boulé (buleuta). Ogni 35 o 36 giorni (periodo di tempo detto dunque "pritania") a turno 50 membri della bulé assicuravano la presenza stabile nella sede del consiglio, sorteggiando ogni giorno tra loro un presidente, che prendeva il nome di Epistate.
Le principali prerogative della Pritania erano quelle di deliberare l'ordine del giorno delle sedute della Bulè e dell'Ecclesia, facendo quindi da tramite tra i rapporti dei due organi per l'approvazione delle leggi.
La Pritania si riuniva nello stesso palazzo dove risiedeva la Bulè.